# Rasputin
Grigorij Jefimovitj Rasputin (russisk: Григо́рий Ефи́мович Распу́тин) (født 21. januar 1869, død 29. eller 30. december 1916 (juliansk kalender:9. januar 1869 - 16. december 1916)) var en russisk, ortodoks kristen og mystiker, som havde en stor indflydelse i Romanov–dynastiets sidste dage. Rasputin spillede en vigtig rolle hos zar Nikolaj 2., hans kone zarina Aleksandra Fjodorovna, og deres eneste søn, tsesarevitj Aleksej.
Zarina Aleksandra troede stærkt på hans "kræfter" og tilkaldte ham derfor for at kurere sin og zar Nikolajs søn, der led af en blødersygdom. 
Det er blevet fremført , at Rasputin bidrog til at miskreditere den tsaristiske regering, der førte Romanov–dynastiet til fald  i 1917. 

## Død
Rasputin blev myrdet af en gruppe adelige, anført af fyrst Feliks Jusupov. Først prøvede de at forgifte Rasputin ved at servere ham kager og rødvin, der var forgiftede med en stor mængde cyanid. Ifølge legenden viste han ingen tegn på at være forgiftet, selv om han havde indtaget en mængde cyanid, der normalt er nok til at dræbe fem mænd. Da Rasputin ikke døde, blev fyrst Jusupov bange for, at Rasputin ville overleve længe nok til, at konspiratorerne ikke ville kunne nå at gemme hans lig væk inden daggry. Jusupov skød derfor Rasputin i ryggen med sin revolver for at fremskynde hans død. Det så umiddelbart ud til, at Rasputin var død, men da Jusupov bestemte sig for at se til kroppen, overmandede Rasputin ham og forsøgte at kvæle ham. Da de andre konspiratorer så, at Rasputin stadig var i live, skød de ham i ryggen og i panden. Derefter bandt de ham ind i nogle tæpper og smed ham i Nevafloden. Efter en obduktion viste det sig, at Rasputins dødsårsag dog ikke var kuglerne, men læger fandt senere hen vand i hans lunger, så de mente at han druknede.[kilde mangler]